# Tridentella saxicola
Tridentella saxicola is een pissebed uit de familie Tridentellidae. De wetenschappelijke naam van de soort is voor het eerst geldig gepubliceerd in 1925 door Mason Ellsworth Hale.